# Samuel Abifade
Samuel Abifade (* 17. September 1999 in Braunschweig) ist ein deutsch-nigerianischer Fußballspieler. Seit 2023 steht der Außenstürmer beim Drittligisten SV Waldhof Mannheim unter Vertrag.

## Werdegang
Samuel Abifade stammt aus Braunschweig und besitzt sowohl die deutsche als auch die nigerianische Staatsbürgerschaft. Er begann mit dem Fußballspielen in seiner Heimatstadt beim HSC Leu Braunschweig, ehe er sich zur U13 den Freien Turnern Braunschweig anschloss.  Ab Januar 2016 spielte er zunächst in der U17 von Eintracht Braunschweig, ab dem Sommer 2016 in deren U19. Mit der U19 der Eintracht gewann er 2017 den DFB-Pokal der Junioren.
Im Sommer 2018 erhielt Abifade bei Eintracht Braunschweig einen Profivertrag mit Laufzeit von zwei Jahren und war daraufhin Bestandteil der Drittliga-Mannschaft. Dort konnte er sich jedoch nicht durchsetzen und kam in der Hinrunde der folgenden Saison 2018/19 ausschließlich in der zweiten Mannschaft des Vereins in der Oberliga Niedersachsen zum Einsatz. Für die Rückrunde wurde er ab Januar 2019 an den Regionalligisten Lupo Martini Wolfsburg ausgeliehen, mit dem er am Saisonende abstieg.
Im Anschluss löste Abifade im Sommer 2019 seinen Vertrag in Braunschweig auf und schloss sich stattdessen dem VfL Wolfsburg an, der ihn für seine zweite Mannschaft in der Regionalliga Nord verpflichtete. In den beiden folgenden Spielzeiten, die aufgrund der COVID-19-Pandemie beide vorzeitig abgebrochen wurden, kam er dort jedoch insgesamt nur auf elf Einsätze.
Nachdem der VfL Wolfsburg im Sommer 2021 seine zweite Mannschaft vom Spielbetrieb abmeldete, wechselte Abifade zum Ligakonkurrenten VfB Lübeck und unterschrieb dort einen Einjahresvertrag. Dort konnte er sich als Stammspieler etablieren und bis Saisonende in 24 Liga-Spielen sechs Tore erzielen sowie fünf weitere vorbereiten. Hinzu kamen sechs weitere Treffer bei vier Einsätzen im schleswig-holsteinischen Landespokal, mit denen er zum Pokalgewinn beitrug.
Im Sommer 2022 verpflichtete ihn der Drittligist SV Meppen, bei dem er einen Zweijahresvertrag unterzeichnete. Bei den Emsländern konnte er daraufhin zu Beginn der Saison 2022/23 sein Profiliga-Debüt feiern und sich zunächst als Stammspieler durchsetzen, verlor seinen Stammplatz jedoch in der Rückrunde aufgrund von Verletzungen und Sperren. Am Saisonende stieg er mit der Mannschaft in die Regionalliga ab.
Infolge des Abstiegs mit Meppen blieb er in der 3. Liga und wechselte zum SV Waldhof Mannheim.

### Erfolge
- DFB-Pokal der Junioren: 2017
- SHFV-Pokal: 2022